# Wapen van De Marne

Gemeentewapen

Het wapen van De Marne is het gemeentelijke wapen van de gemeente De Marne in de Nederlandse provincie Groningen. Het wapen werd met koninklijk besluit op 12 oktober 1990 verleend aan de gemeente, die op dat moment nog Ulrum heette. Vanaf 2019 is het wapen niet langer als gemeentewapen in gebruik omdat de gemeente De Marne in de nieuwe gemeente Het Hogeland op is gegaan.

## Blazoenering
De omschrijving luidt:
"In azuur een omgewende sleutel van goud, de baard met een kruisvormige opening, gaande over een golvende dwarsbalk van zilver. Het schild gedekt met een gouden kroon van vijf bladeren"

## Geschiedenis
In 1990 werden een door een gemeentelijke herindeling de gemeenten Leens, Eenrum, Ulrum en Kloosterburen samengevoegd tot een nieuwe gemeente. Er moest een nieuw wapen worden ontworpen. De naam van de gemeente werd na de wapenverlening gewijzigd, waardoor het wapendiploma op 12 oktober 1990 volgens Koninklijk Besluit werd toegekend aan Ulrum, maar werd een jaar later (21 mei 1991) op naam gesteld van De Marne. 
De naam De Marne is afgeleid van de Marne, een van de onderkwartieren van het oude Ommeland Hunsingo. De sleutel als heraldisch symbool voor de Marne is oud. Er bestaat een zegel uit 1375 van De Marne met daarop een afbeelding van Sint Pieter, die een sleutel vasthoudt met een kruisvormige opening in de baard. De zetel van het gericht was gelegen in Leens, wiens kerk gewijd was aan Sint Pieter. Aanvankelijk was het de wens tijdens de ontwerpprocedure op het rooster uit het wapen van Eenrum over te nemen, maar deze ontwerpen hebben het niet gered. De golvende dwarsbalk is een symbolische weergave van de Hunze met daarop de sleutel van De Marne. Omdat twee voormalige gemeenten in de nieuwe gevormde gemeente een markiezenkroon hadden werd besloten dat ook De Marne deze kroon mocht gebruiken.

## Wapens van de voormalige gemeenten

Wapen van Ulrum
Wapen van Leens
Wapen van Eenrum
Wapen van Kloosterburen

Adorp
· Aduard
· Appingedam
· Baflo
· Bedum
· Beerta
· Bellingwedde
· Bellingwolde
· Bierum
· De Marne
· Delfzijl 
· Eemsmond
· Eenrum
· Ezinge
· Finsterwolde
· Grijpskerk
· Grootegast
· Haren
· Hefshuizen
· Hoogezand
· Hoogezand-Sappemeer
· Hoogkerk
· Kantens
· Kloosterburen
· Leek
· Leens
· Loppersum
· Marum
· Meeden
· Menterwolde
· Middelstum
· Midwolda
· Muntendam
· Nieuweschans
· Nieuwe Pekela
· Nieuwolda
· Noordbroek
· Noorddijk
· Oldehove
· Oldekerk
· Onstwedde
· Oosterbroek
· Oude Pekela
· Reiderland
· Sappemeer
· Scheemda
· Slochteren
· Stedum
· Ten Boer
· Termunten
· Uithuizen
· Uithuizermeeden
· Ulrum
· Usquert
· Vlagtwedde
· Warffum
· Wedde
· Wildervank
· Winschoten
· Winsum
· 't Zandt
· Zuidbroek
· Zuidhorn